# Halimium lasianthum
Espèce
Classification APG II (2003)
L'hélianthème faux alysson (Halimium lasianthum) est une espèce de plantes de la famille des Cistaceae originaire de la péninsule ibérique, que l'on retrouve au Sud-Ouest de l'Europe et au Maroc. Elle forme des buissons d'une largeur allant d'1 à 1,5 mètre. Ses fleurs sont jaunes et peuvent avoir des taches marron à la base de leurs pétales.